# Scatman's World
Scatman's World este albumul de debut al muzicianului american Scatman John, înregistrat după succesul mondial al discului single de debut „Scatman”. Este un album conceptual în care se vorbește despre o societate utopică numită „Scatland”, de ex. „Dacă te întrebi unde este Scatland, nu trebuie să cauți prea mult; este între cele mai arzătoare vise și cele mai călduroase dorințe”.
Cântecele subliniază diferite elemente ale societății americane și multe dintre ele sunt inspirate din experianța personala de viață a lui Scatman; în „Popstar” se vorbește despre dorința de a deveni o vedetă, „Quiet Desperation” despre problemele persoanelor fără adăpost iar „Time (Take Your Time)” despre experiența sa din timpul petrecut la Alcolicii Anonimi.
Albumul culmină cu „Song of Scatland”, o baladă dedicată unui regat imaginar, care a fost de notorietate când a fost lansat ca single. Albumul se încheie cu melodia „Hi, Louis” , având scat tradițional peste jazz la pian și ritm constant; titlul face referire la Louis Armstrong, căruia i-a dedicat melodia „Everybody Jam!”.
Scatman's World a fost foarte popular pe plan mondial, mai ales în Japonia, unde a ajuns pe locul 2 și a rămas în clasamente timp de 40 de săptămâni. S-au vândut în total 1.500.000 de copii.

## Melodii
1. „Welcome to Scatland”  – 0:49
2. „Scatman's World”  – 3:40
3. „Only You”  – 3:42
4. „Quiet Desperation”  – 3:51
5. „Scatman (Ski Ba Bop Ba Dop Bop)”  – 3:30
6. „Sing Now!”  – 3:38
7. „Popstar”  – 4:13
8. „Time (Take Your Time)”  – 3:41
9. „Mambo Jambo”  – 3:30
10. „Everything Changes”  – 4:38
11. „Song of Scatland”  – 5:05
12. „Hi, Louis”  – 2:34
13. „Scatman" [Game Over Jazz]”  – 5:03 (melodie bonus)
14. „Scatman" [Spike Mix]”  – 6:43 (melodie bonus în Japonia)